# Fieren

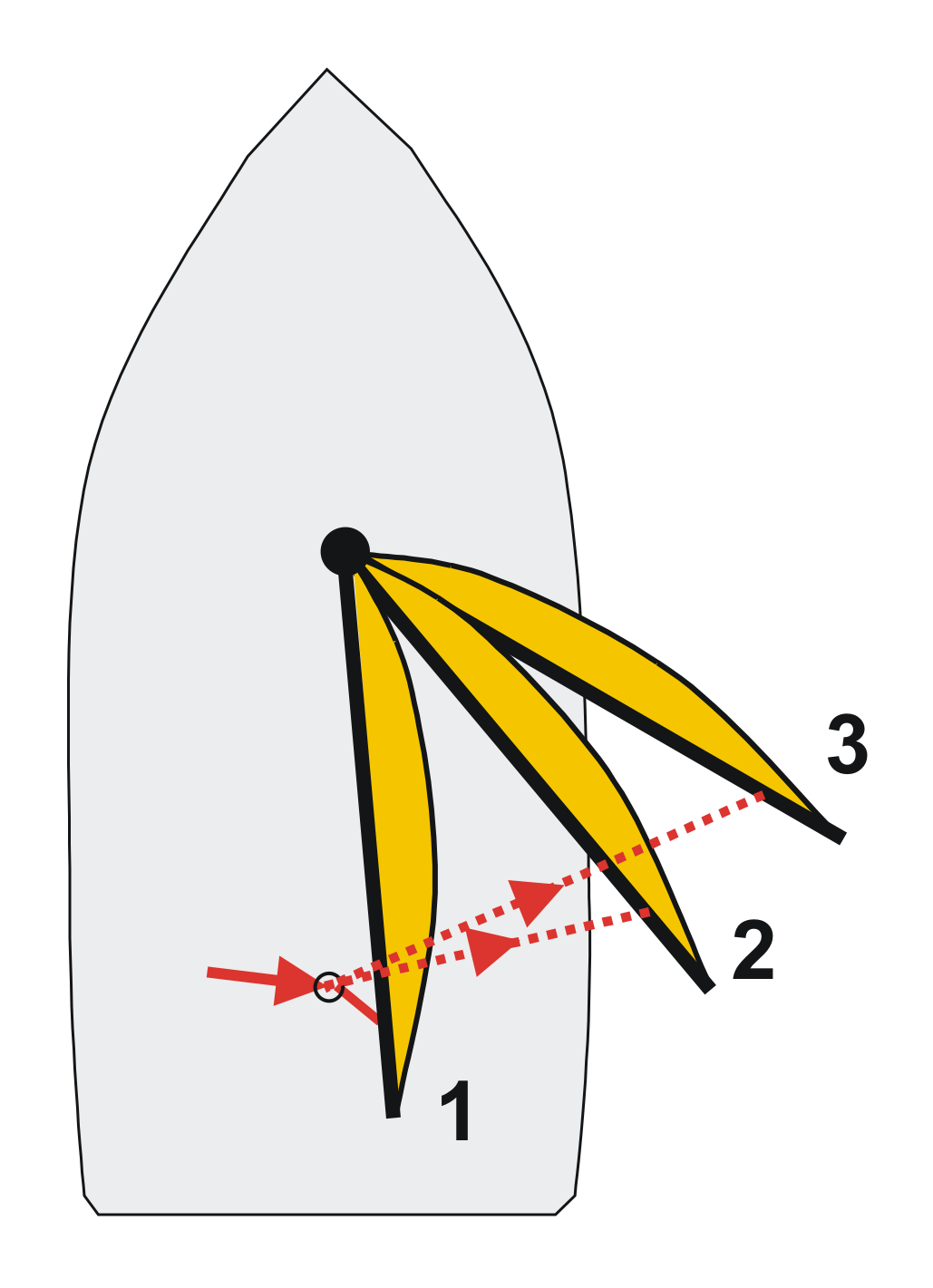
Fieren der Großschot eines Großsegels: (1) dichtgeholt, (2) gefiert, (3) weitestgehend gefiert

Fieren (auch „auffieren“) ist ein Begriff aus der Schifffahrt – das kontrollierte Nachlassen oder „Lose-Geben“ einer Leine oder Kette. Zum Bremsen des Ablaufs kann die Reibung um eine Winsch oder eine Klampe genutzt werden. Ein unbeabsichtigtes und unkontrolliertes Fieren heißt in der Seemannssprache „Ausrauschen“.
Im übertragenen Sinne wird der Begriff auch für Gegenstände und Einrichtungen verwendet, die typischerweise über Leinen oder Taue vertikal gehalten werden. So werden Rettungs- oder Beiboote auch „gefiert“, also abgelassen, bis sie ggf. einsatzbereit im Wasser liegen.
Das Gegenteil – das Ziehen an der Leine –  wird als „Anholen“ oder „Hieven“ bezeichnet; beim Anker als „Lichten“. Wird die Leine dabei bis an ihr Ende gezogen, nennt man dies „Dichtholen“.